# Hemigraphis glaucescens
Hemigraphis glaucescens är en akantusväxtart som beskrevs av C. B. Cl.. Hemigraphis glaucescens ingår i släktet Hemigraphis och familjen akantusväxter. Inga underarter finns listade i Catalogue of Life.